# Monte Conero
El Monte Conero, també anomenat Monte d'Ancona, és una muntanya d'Itàlia, situada al sud de la ciutat d'Ancona (Regió de Marche), i pertany al comune de Sirolo. La muntanya, de 572 msnm, jau sobre una península amb el mateix nom, que s'endinsa en el mar Adriàtic. El Monte Conero i els seus voltants formen el Parco regionale del Conero, una àrea natural protegida creada el 1987 que abarca els municipis de Sirolo, Ancona, Numana i Camerano, que cobreix una superfície d'unes 6.000 hectàrees. El Monte Conero destaca per ser la única muntanya costera rellevant del mar adriàtic entre la regió de Friül - Venècia Júlia, a l'extrem nord del mar adriàtic, i la regió d'Apúlia, a l'extrem sud del mateix mar. Aquest fet, juntament amb una destacable diversitat de condicions geològiques, geomorfològiques i climàtiques li confereixen una importància especial a nivell ecològic, ja que aporta multitud d'hàbitats a una costa molt homogènia a nivell orogràfic. Es calcula que en la zona del parc s'hi pot trobar fins a una tercera part de les espècies de flora i fauna de la regió de Marche, incloent unes 1.200 espècies vegetals i molts animals, entre els quals hi destaquen les aus rapinyaires. Es considera el Monte Conero el segon lloc a Itàlia, després de l'estret de Messina, més important per les migracions primaverals provinents de terres africanes, fet pel qual és un dels llocs més importants d'observació d'aus d'Itàlia. Entre els rapinyaires més rellevants de la zona s'hi troben l'aligot vesper europeu o l'arpella comuna, entre d'altres.